# Maria João Mira
Maria João Mira (Lisboa, 18 de Setembro de 1959) é uma argumentista portuguesa. Contando com uma carreira de mais de vinte anos, é conhecida como a autora de diversas telenovelas da TVI como, Sonhos Traídos (2002) ou Fala-me de Amor (2006). Em 2007, assina a telenovela Ilha dos Amores, centrada no arquipélago dos Açores e com a 2ª estreia mais vista do canal, tendo em 2008 sido eleita pelo público como a melhor telenovela da estação, na Gala de Ficção Nacional. Seguiram-se Flor do Mar em 2008, e Anjo Meu em 2012, a primeira telenovela de época da TVI. Em 2012, escreve Doida por Ti para o horário das 19h, sendo uma das suas telenovelas com piores audiências, apenas ultrapassada por Prisioneira. Em 2015, após 3 anos sem exercer, volta à TVI com o seu filho André Ramalho, para escrever a superprodução A Única Mulher, gravada entre Portugal e Angola. Em 2017, escreve a novela A Herdeira, uma novela que, pela primeira vez, aborda os costumes e etnias ciganas, com gravações em Viana do Castelo, México e Galiza. É reconhecida como uma das grandes pioneiras na consolidação da ficção portuguesa. 

## Carreira
Com o pseudónimo Cristina Aguiar:
- Roseira Brava (1996)
- Vidas de Sal (1996-1997)
- A Grande Aposta (1997-1998)
- Olhos de Água (2001)

Como Maria João Mira:
- Sonhos Traídos (2002)
- Tudo Por Amor (2002-2003)
- Saber Amar (2003)
- O Teu Olhar (2003–2004)
- Queridas Feras (2003–2004)
- Morangos com Açúcar (2003-2005)
- Mistura Fina (2004-2005)
- Fala-me de Amor (2006)
- Ilha dos Amores (2007)
- Flor do Mar (2008–2009)
- Dias Felizes (2010)
- Anjo Meu (2011–2012)
- Doida por Ti (2012–2013)
- A Única Mulher (2015–2017)
- A Herdeira (2017–2018)
- Prisioneira  (2019)
- Bem Me Quer (2020-2021)
- Queridos Papás (2023-2024)
- A Fazenda (telenovela) (2024-2025)